# Takeichi Nishi

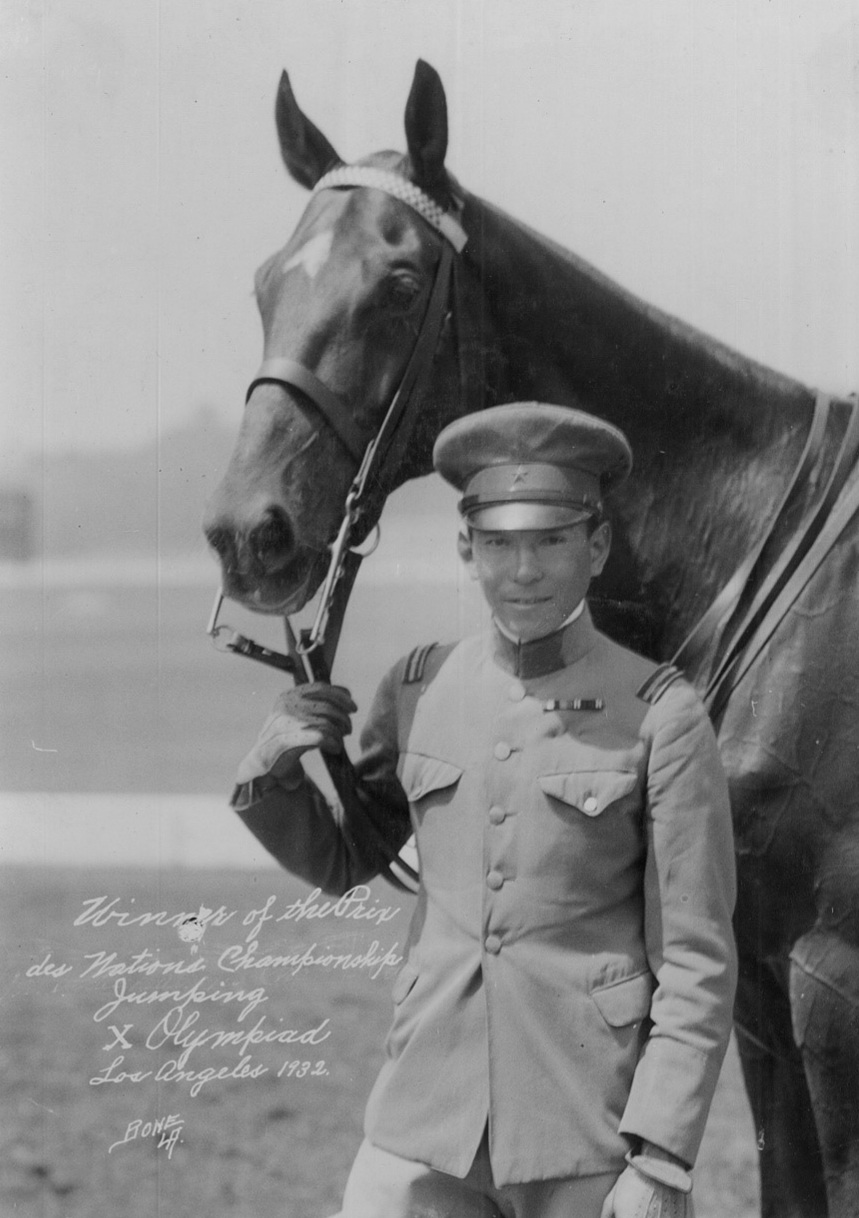
Baron Nishi mit seinem Pferd Uranus.

Baron Takeichi Nishi (jap. 西 竹一, Nishi Takeichi; * 12. Juli 1902 in Azabu, Tokio (heute: Nishiazabu, Minato, Tokio); † 17. März 1945 auf Iwojima) war ein Offizier der Kaiserlich Japanischen Armee während des Zweiten Weltkriegs sowie als Sportreiter Goldmedaillengewinner bei den Olympischen Spielen 1932.

## Lebenslauf
Takeichi Nishi wurde als  Sohn des Danshaku (Barons) Tokujirō Nishi im Tokioter Stadtbezirk Azabu geboren. Sein Vater war Beamter und hatte verschiedene Positionen im Außenministerium Japans und im Geheimen Rat inne. Während des Boxeraufstands war Tokujirō Nishi japanischer Botschafter in China.
Beim Tod seines Vaters 1912 erhielt Nishi den Titel eines Barons. Von September 1917 bis April 1920 besuchte er die Heereskadettenschule. 1924 graduierte er an der Heeresoffizierschule. Noch während der Ausbildung an der Akademie wurde er dem ersten Kavallerie-Regiment in Tokio zugeteilt.

### Teilnahme an den Olympischen Spielen
Bei den Olympischen Spielen 1932 in Los Angeles gewann er die Goldmedaille im Springreiten auf Uranus. Damit ist er der einzige Japaner, der jemals eine olympische Medaille im Reiten gewinnen konnte.
Bei den Olympischen Spielen 1936 erreichte er auf Uranus Platz 20 im Springreiten und auf Ascot den 12. Platz im Vielseitigkeitsreiten.

### Zweiter Weltkrieg
In den späten 1930er Jahren wurden alle japanischen Kavallerieeinheiten zu Panzereinheiten umgeformt und Nishi musste sich zum Panzeroffizier ausbilden lassen. Während des Krieges wurde er zunächst in der Mandschurei als Kommandeur des 26. Panzerregiments stationiert. Nishi wurde in dieser Zeit zum Oberstleutnant befördert.
Im Juni 1944 wurde sein Regiment nach Iwojima verlegt. Von den 28 Panzern des Regiments erreichte zunächst keiner die Insel, da das Transportschiff versenkt wurde. Erst kurz vor der Schlacht um Iwojima erhielt er 22 Panzer Typ 97 Chi-Ha vom japanischen Festland. Diese wurden bis zum Turm eingegraben und als Panzerabwehrgeschütze verwendet. Sie waren wirksam gegen die angreifende Infanterie, wurden aber schon in den ersten Tagen der Schlacht zerstört. Das Panzerregiment von Nishi kämpfte anschließend als reguläre Infanterie und verteidigte drei Tage lang den Flugplatz Nr. 2. Als die Amerikaner diesen jedoch einnahmen, sahen sich die Soldaten Nishis gezwungen, mit anderen japanischen Truppen in den Höhlen der Hügel von Motoyama Schutz zu suchen. Als aber auch diese angegriffen wurden, wurde das Regiment von Nishi aufgerieben und er selbst durch eine Granate schwer an den Augen verwundet. Vermutlich beging er als einer der letzten seines Regiments Suizid (Seppuku). Die letzten 50 Mann erreichten die Brigade von General Tadamichi Kuribayashi im Norden der Insel.
Takeichi Nishi wurde posthum zum Oberst befördert und wird im Yasukuni-Schrein als Kriegstoter geehrt.

## Film
Im Film Letters from Iwo Jima wird Takeichi Nishi von Tsuyoshi Ihara dargestellt. In ihm wird auch sein letzter Kampf und seine Verwundung dargestellt, so wie sie von Augenzeugen beschrieben wurde. Fiktiv ist allerdings, dass er versuchte, einem amerikanischen Marine das Leben zu retten.